# Turckheim
 Turckheim (en alsacià Tírke) és un municipi francès, situat a la regió del Gran Est, al departament de l'Alt Rin. L'any 1999 tenia 3.594 habitants.

## Demografia
| 1962  | 1968  | 1975  | 1982  | 1990  | 1999  |
| ----- | ----- | ----- | ----- | ----- | ----- |
| 3.028 | 3.028 | 3.609 | 3.510 | 3.567 | 3.594 |

## Història
Durant l'edat mitjana fou membre de la Decàpolis alsaciana.

## Administració
| Període   | Identitat            | Partit |
| --------- | -------------------- | ------ |
| 2001-2008 | Jean-Pierre Schaller |        |
| 2008-     | Jean-Marie Balduf    |        |

## Personatges il·lustres
- Charles Grad, polític protestatari.[cal citació]

## Galeria d'imatges

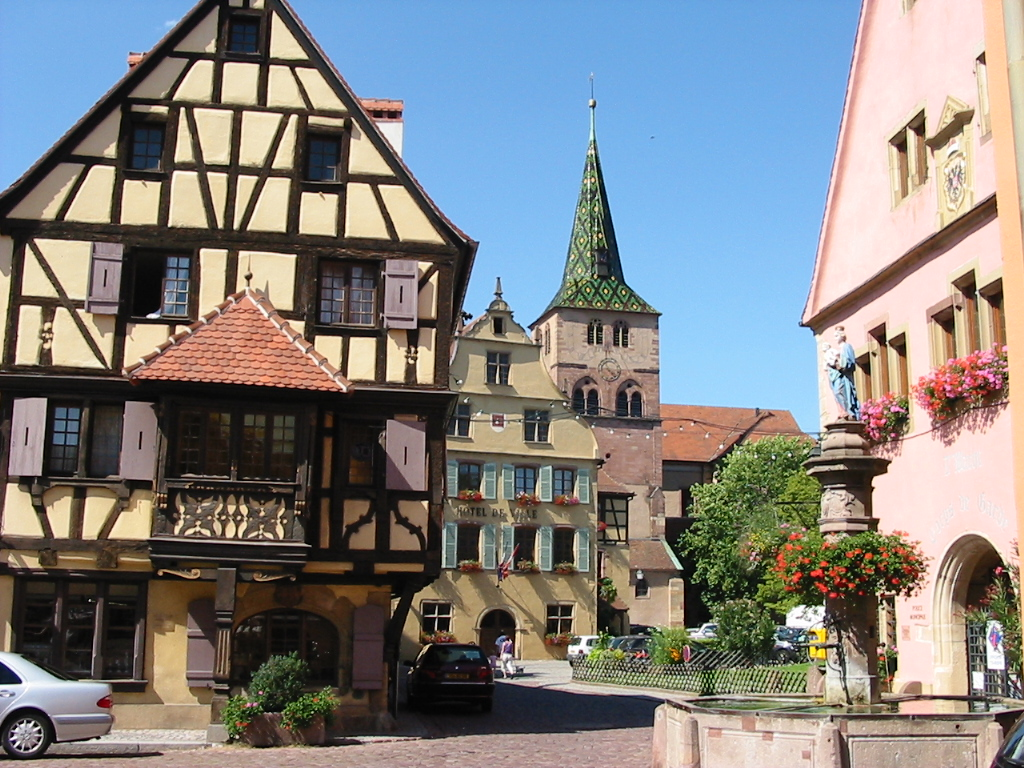
Centre de la vila
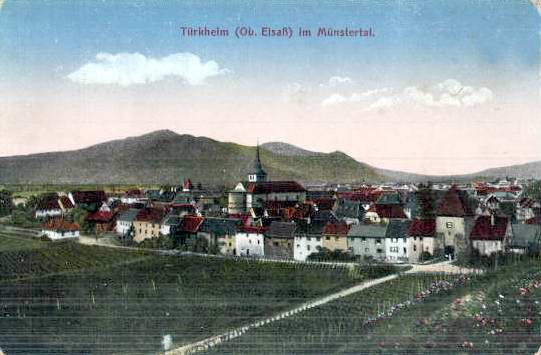
Postal de 1900